# Marco Frisina
Pour les articles homonymes, voir Frisina.
Marco Frisina (né le 16 décembre 1954 à Rome), est un musicien, compositeur, chef d'orchestre et prélat italien.

## Biographie
Après des études classiques, il fréquente la Faculté de Lettres de l'Université La Sapienza de Rome et obtient un diplôme de composition au Conservatoire Sainte-Cécile. En 1973, il étudie au grand séminaire pontifical de Rome et achève ses études théologiques à l'Université pontificale grégorienne. Il obtient ensuite la licence en Écriture sainte à l'Institut biblique pontifical. 
Ordonné prêtre le 24 avril 1982, il exerce son ministère dans le diocèse de Rome. Assistant au grand séminaire pontifical de Rome, puis directeur de la liturgie au vicariat de Rome de 1991 à 2011, il est actuellement consultant au Conseil pontifical pour la promotion de la nouvelle évangélisation, président de la Commission diocésaine d'art sacré et recteur de la basilique Sainte-Cécile-du-Trastevere. 
Il est professeur à l'Université pontificale du Latran et auprès de l'Université pontificale de la Sainte-Croix.
En 1984, il fonde le chœur du diocèse de Rome - qu'il dirige jusqu'à ce jour - composé de plus de 250 exécutants, ayant pour mission l'animation des liturgies diocésaines les plus importantes, souvent présidées par le Saint Père. En plus de ces animations, s'ajoutent au fil des années des concerts dans de nombreux diocèses italiens et à l'étranger et la participation à de nombreux événements ecclésiaux. Depuis 1991, il est responsable de la liturgie au vicariat de Rome et dirige la Chapelle musicale pontificale du Latran, qui eut comme maîtres de chapelle des musiciens tels que Orlando de Lassus et Palestrina.
La même année, il collabore au projet international Bibbia de la télévision italienne (RAI), comme consultant bibliste et compositeur. Outre le film du Progetto Bibbia, il a composé au fil des ans les musiques de nombreux films historiques et religieux réalisés pour la Rai et Mediaset, parmi lesquels il faut citer Tristan et Iseut (1998) Michel Strogoff (1999), Le Pape Jean XXIII et Jean-Paul II (2002), Edda Ciano (Mussolini) en 2005, Callas et Onassis (2006), et plus récemment Pompei, Puccini, Paul VI.
Auteur de nombreux cantiques d'inspirations religieuse et paraliturgique, connus en Italie et à l'étranger, il a collaboré à des projets discographiques d'artistes italiens et internationaux, parmi lesquels, Silent Night. A Christmas in Rome, réalisé en 1998 avec le responsable du groupe irlandais "Chieftains" Paddy Moloney et Dalla Terra, disque gravé en 2000 par la chanteuse Mina, pour laquelle il a composé les morceaux Magnificat et Nada te turbe.
Il a composé et exécuté devant les papes Jean-Paul II et Benoît XVI plus de 20 oratorios sacrés inspirés de personnages bibliques ou de vies de saints, avec une mention spéciale pour deux oratorios sacrés : le Cantique des Cantiques écrit en 2009 et La Passion de Ste Cécile en 2011.
En 1997, Marco Frisina a été nommé par le pape Jean-Paul II académicien virtuose ordinaire à l'Académie des virtuoses du Panthéon, (Insigne Académie pontificale des beaux-arts et de la littérature des virtuoses du Panthéon), en qualité d'assistant spirituel.
Il a été responsable musical de quelques importants événements du grand jubilé de l'an 2000, comme la Journée Mondiale de la Jeunesse, et récemment, de l'événement de la Rai La Bibbia Giorno e Notte (La Bible, jour et nuit) le direct le plus long de l'histoire de la télévision.
En 2007, il a composé l'opéra La Divine Comédie, première adaptation musicale du chef-d’œuvre de Dante. Depuis janvier 2009, on donne aussi en représentation sa deuxième œuvre pour le théâtre : Le Miracle de Marcelino, inspiré du roman de José Maria Sanchez Silva Marcelino pain et vin.
En 2011, il est responsable musical du diocèse de Rome pour les liturgies de béatification du Pape Jean-Paul II, dont il a composé l'hymne officiel. En 2011, toujours, il dirige le chœur du diocèse de Rome lors de sa première tournée aux USA, avec des représentations dans la cathédrale Saint-Patrick de New York et dans les grandes salles du New Jersey, avec un répertoire de chants sacrées ou de pièces de la tradition musicale italienne. 
Le 10 novembre 2013, à 20h30 dans la basilique Sainte-Cécile du Trastevere, il dirige le concert de présentation du recueil "Tu sei il Cristo" (Tu es le Christ).
En 2014, il compose et arrange le recueil Resurrexit, chants pour les célébrations du temps pascal, tirés de la Messe VIII des Anges, ainsi que l'oratorio Una luce sul monte (Une lumière sur la montagne) sur la vie des saints martyrs d'Otrante.

## Œuvres

### Compositions musicales

#### Musiques de film
- 1993 : La Bible : Abraham, mini-série de Joseph Sargent
- 1994 : Jacob, téléfilm de Peter Hall
- 1995 : Moïse, mini-série télévisée de Roger Young
- 1996 : Samson et Dalila (en), mini-série télévisée de Nicolas Roeg
- 1998 : Tristan et Iseut
- 1999 : Michel Strogoff, téléfilm de Fabrizio Costa
- 2000 : L'Apocalypse (it), téléfilm de Raffaele Mertes (it)
- 2000 : Marie Madeleine, téléfilm de Raffaele Mertes et Elisabetta Marchetti
- 2000 : Joseph de Nazareth, téléfilm de Raffaele Mertes et Elisabetta Marchetti
- 2001 : Thomas, téléfilm de Raffaele Mertes et Elisabetta Marchetti
- 2001 : Judas, téléfilm de Raffaele Mertes et Elisabetta Marchetti
- 2002 : Le Pape Jean XXIII
- 2002 : Jean-Paul II
- 2004 : Rita da Cascia de Giorgio Capitani
- 2005 : Edda Ciano (Mussolini)
- 2005 : Saint Pierre (San Pietro), téléfilm de Giulio Base
- 2006 : Callas et Onassis
- Pompei, Puccini, Paul VI.
- 2010 : Saint Philippe Néri (Preferisco il paradiso), téléfilm de Giacomo Campiotti